# Аджіб
Аджіб (Анеджіб чи Енезіб) — п'ятий фараон I династії Раннього царства Давнього Єгипту, що правив приблизно 25 років (бл. 2925–2900 до н. е.). Ім'я Аджіба перекладається як «Захист — серце його» чи «Цілісний серцем», а його особисте ім'я, відоме з Абідоського списку як Мерібіап («Друг заліза»), Манефон передав у грецькій формі як Міебіс.
Про правління цього фараона практично нічого не відомо. Судячи з написів на Палермському камені, Аджіб завдав поразки племенам ур-ка і іунтіу, що жили на схід від Дельти.
Мастаба Аджіба, розташована поруч з іншими царськими гробницями Тініського періоду в некрополі Умм-ель-Каб в Абідосі, із усіх гробниць I династії найбільш убога, разюче мала і споруджена недбало. Те, що мастаба Аджіба менше і гірше оформлена, ніж інші гробниці його сучасників, вказує на короткочасність й ефемерність правління фараона. На знайденому у ній кам'яному посуді ім'я Аджіб написане кострубатими письменами, притому дрібно і криво.
Манефон затверджує, що Міебіс правив 26 років; однак, така тривалість правління цього маловідомого царя навряд чи достовірна. Судячи з уламку староєгипетського літопису, що зберігається в наш час[коли?] у Каїрі, один з останніх трьох царів I династії, а це, імовірно, був Аджиб (тому що інші 2 царі — Семерхет і Кебху — відзначали «свято тридцятиріччя царювання» (хеб-сед), про що говорять їхні власні написи), повинен був правити неповних 9 років.